# Gaffel (rundholt)
 For alternative betydninger, se Gaffel. (Se også artikler, som begynder med Gaffel)
En gaffel er i skibsterminologien betegnelsen for det rundholt der bærer øverste kant på et langskibs gaffelsejl.
| Skib | Spire Denne artikel om skibe eller både er en spire som bør udbygges. Du er velkommen til at hjælpe Wikipedia ved at udvide den. |